# Linaeschna polli
Linaeschna
Genre
Espèce
Statut de conservation UICN

 VU  : Vulnérable
Linaeschna polli, unique représentant du genre Linaeschna, est une espèce de libellules de la famille des Æshnidae (sous-ordre des Anisoptères, ordre des Odonates).
Seuls deux spécimens mâles sont connus de cette espèce. Ils ont été capturés en Malaisie.